# جيمس ستيوارت بيري
جيمس ستيوارت بيري (بالإنجليزية: James Stewart Perry)‏ هو نحات أمريكي، ولد في 20 نوفمبر 1947.